# Скијашко трчање на Зимским олимпијским играма 2010 — спринт екипно за жене
Такмичење у дискицлини скијашког трчања спринт слободно екипно за жене на Зимским олимпијским играма 2010. у Ванкуверу одржано је у Олимпијском комплексу Вистлер Парк, 12. фебруара, 2010. са почетком у 10,15 часова.

## Систем такмичења
Екипу чине две такмичарке. Свака земља учесница може учествовати са једном екипом. Трчи се слободним стилом и састоји се од две фазе. У полуфиналу учествује 18 екипа (парова) које су подељене у две групе по девет. За финале се квалификује 10 екипа по систему по три првоплсиране екипе из обе групе и четири екипе по резултату. Полуфинале и финале се одржавају истог дана.
У овој дисциплини учествовале су 36 такмичарки (18 парова) из 18 земаља.

## Земље учеснице
| - Белорусија - Канада - Кина - Естонија - Финска - Француска | - Немачка - Италија - Јапан - Казахстан - Норвешка - Пољска | - Русија - Словенија - Шведска - Швајцарска - Сједињене Америчке Државе - Украјина |

- У загради се налази број скијашица које се такмиче за ту земљу

## Резултати

### Полуфинале
| Пласман | Група | Стартни број | Држава                    | Скијашице                            | Време   | Напомена |
| ------- | ----- | ------------ | ------------------------- | ------------------------------------ | ------- | -------- |
| 1       | 1     | 6            | Француска                 | Карен Лоран Филипо Laure Barthelemy  | 18:42,2 | КВ       |
| 2       | 1     | 1            | Италија                   | Магда Ђенуин Аријана Фолис           | 18:43,0 | КВ       |
| 3       | 1     | 3            | Немачка                   | Еви Зајенбахер-Стеле Клаудија Ништад | 18:43,5 | КВ       |
| 5       | 1     | 4            | Русија                    | Ирина Хазова Наталија Корестелева    | 18:48,0 | кв       |
| 6       | 1     | 2            | Финска                    | Рита-Лиса Ропонен Рика Сарасоја      | 18:53,8 | кв       |
| 7       | 1     | 5            | Јапан                     | Нобуко Фукуда Мадока Нацуми          | 19:51,7 |          |
| 8       | 1     | 9            | Украјина                  | Катерина Григоренко Марина Анцибор   | 19:55,6 |          |
| 9       | 1     | 7            | Швајцарска                | Бетина Грубер Silvana Bucher         | 20:04,6 |          |
| 1       | 2     | 12           | Шведска                   | Шарлота Кала Ана Хаг                 | 18:35,9 | КВ       |
| 2       | 2     | 11           | Норвешка                  | Астрид Јакобсен Celine Brun-Lie      | 18:47,2 | КВ       |
| 3       | 2     | 16           | Сједињене Америчке Државе | Кејтлин Комптон Кикан Рендал         | 18:48,9 | КВ       |
| 4       | 2     | 14           | Канада                    | Дарија Гајазова Сара Ренер           | 18:54,9 | кв       |
| 5       | 2     | 10           | Словенија                 | Катја Виснар Весна Фабјан            | 18:58,9 |          |
| 6       | 2     | 15           | Казахстан                 | Оксана Јацкаја Јелена Коломина       | 19:33,6 |          |
| 7       | 2     | 17           | Белорусија                | Екатерина Рудакова Олга Васиљонок    | 19:52,3 |          |
| 8       | 2     | 13           | Естонија                  | Triin Ojaste Kaija Udras             | 20:02,2 |          |
| 9       | 2     | 18           | Кина                      | Ман Дандан Li Hongxue                | 20:02,7 |          |
| -       | 1     | 8            | Пољска                    | Корнелија Марек Силвија Јасковјец    | 18:44,1 | Дискв.1  |

### Финале
| Пласман | Стар, бр. | Држава                    | Скијашице                            | Време   | Заостатак |
| ------- | --------- | ------------------------- | ------------------------------------ | ------- | --------- |
|         | 3         | Немачка                   | Еви Зајенбахер-Стеле Клаудија Нистад | 18:03,7 | +0,0      |
|         | 12        | Шведска                   | Шарлота Кала Ана Хаг                 | 18:04,3 | +0,6      |
|         | 4         | Русија                    | Ирина Казова Наталија Корестелева    | 18:07,7 | +4,0      |
| 04      | 1         | Италија                   | Магда Ђенуин Аријана Фолис           | 18:14,2 | +10,5     |
| 05      | 11        | Норвешка                  | Астрид Јакобсен Celine Brun-Lie      | 18:32,8 | +29,1     |
| 06      | 16        | Сједињене Америчке Државе | Кејтлин Комптон Кикан Рендал         | 18:51,6 | +47,9     |
| 07      | 14        | Канада                    | Дарија Гајазова Сара Ренер           | 18:51,8 | +48,1     |
| 08      | 2         | Финска                    | Рита-Лиса Ропонен Рика Сарасоја      | 18:56,6 | +52,9     |
| 9       | 6         | Француска                 | Карен Лоран Филипо Laure Barthelemy  | 19:04,2 | +1:00,5   |
| -1      | 8         | Пољска                    | Корнелија Марек Силвија Јасковјец    | 18:59,1 | +55,4     |

1Пољакиња Корнелија Марек је после трке штафета била позитивна на познати крвни допинг EPO. Налаз је потврђен и на другој (накнадној) контроли 12. марта, па је дисквалификована, а сви њени појединачни резултаи су поништени, као и резултат пољске штафете у скијашком трчању.